# 경향신문 (1906년)
경향신문(京鄕新聞)은 대한제국 시기, 1906년부터 1910년까지 발행되었던 주간신문이다. 천주교 조선교구에서 1906년 10월 19일에 창간하였으며, 타블로이드판 4면으로 발행되었다. 신문의 발행 목적은 당시 일본 제국의 조선 침략에 반발하여 일어난 애국계몽운동에 동참함과 동시에, 주 독자인 로마 가톨릭교회 신자들에게 올바른 교리와 시사 문제에 대해 알리기 위함이었다. 창간 당시 다음 네 가지의 발간 취지를 내세웠다.
1. 대한과 타국 소문을 드러냄이오,
2. 관계 있는 소문의 대소를 판단함이오,
3. 요긴한 지식이오,
4. 모든 사람이 알아듣기 쉬운 신문

부록으로 국판 8면의 잡지인 《보감》도 발매되었으며, 경향신문이 일반 독자를 위주로 하여 내용을 구성하였다면, 보감은 조금 더 가톨릭 신자를 대상으로 한 내용을 싣고 있었다.
창간 1년 뒤에는 지면 크기를 배대판으로 늘렸고, 주필이자 사장이 외국인인 드망즈 신부(한국명 안세화)였기 때문에 신문지법을 통한 일본 제국의 민족지 탄압에서도 버틸 수 있었다. 대한제국이 일본에 의해 강제 병합된 뒤, 1910년 12월 30일에 제 220호를 마지막으로 폐간되고, 잡지인 보감만이 경향잡지로 이름을 바꾸어 종교만을 다루는 잡지로 계속해서 발행되었다.
현재 발행되고 있는 중앙 일간지인 경향신문은 1946년에 천주교 서울대교구에 의해 창간된 신문으로, 이 신문의 역사를 계승한다. 단 1962년 서울대교구가 신문사의 경영권을 민간기업인 이준구에게 매각하면서 로마 가톨릭교회와의 직접적인 관계는 끊겼다.

## 현지 안내문
『경향신문』은 1906년 10월 19일자로 창간된 주간 국문신문이다. 프랑스 파리 외방전교회가 주도하던 한국 천주교회에서 발행하였는데, 사장은 프랑스인 신부 가 맡고 한국인 신부와 조력자가 주관하였다. 1910년 12월 30일자까지 만4년 동 안 220호가 발간되었으며, 발행부수는 4,000부를 상회한 것으로 보인다. 천주교회에서 발간하였지만 순수한 종교신문이 아닌 일반 시사 신문의 성격을 지니고 있었고,‘한일합병’직후 조선총독부의 사전검열 강요에 의해서 폐간되었다. 다른 한말 신문들과 마찬가지로 교육을 통한 실력 양성을 강조하는 등, 국민계몽을 선도하였으며, 국내와 국외의 소식을 보도하였고, 실용적인 내용과 상식 이 많았다. 국문으로 발간되어 국민계몽과 국문 대중화ㆍ보급에 크게 기여한 신문이다. 국립한글박물관 소장『경향신문』은 자료적인 가치나 희귀성 등이 매우 주목되며, 천주교회의 문명 개화와 대중계몽에 대한 관심이 잘 드러나므로 이를 서울특별시 등록문화재로 등록할만한 가치가 있다.

## 참고 문헌
- 이 문서에는 다음커뮤니케이션(현 카카오)에서 GFDL 또는 CC-SA 라이선스로 배포한 글로벌 세계대백과사전의 "《경향신문》" 항목을 기초로 작성된 글이 포함되어 있습니다.
- 윤세민 (2006년 12월 8일). 《창간 100년 경향잡지 연구》. 한국천주교중앙협의회.

## 같이 보기
- 경향신문
- 경향잡지

## 참고 자료
- 경향신문 - 국가유산청 국가유산포털